# NGC 523
NGC 523 je spirální galaxie v souhvězdí Andromeda. Její zdánlivá jasnost je 12,7m a úhlová velikost 2,5′ × 0,7′. Je vzdálená 219 milionů světelných let.
Galaxii objevil 13. září 1784 William Herschel, podle jehož pozorování ji John Dreyer zařadil do katalogu NGC po číslem 523. Později galaxii nezávisle znovuobjevil 13. srpna 1862 Heinrich d'Arrest. Na základě d'Arrestova pozorování byla zařazena do katalogu duplicitně jako NGC 537.
Galaxie je zařazena do katalogu pekuliárních galaxií jako Arp 158.
V galaxii byla v září 2001 pozorována supernova SN 2001en typu Ia.